# Egoshooter (2004)
Egoshooter ist ein Filmdrama der Regisseure Christian Becker und Oliver Schwabe aus dem Jahr 2004.

## Handlung
Im Film erlebt man den durch seine Jugend treibenden Jakob, der seine Erlebnisse mit seiner Kamera in einem Videotagebuch festhält. Dabei folgt er keinem erkennbaren Ziel, sondern filmt einmal seinen Bruder Kris beim Sex mit dessen Freundin Karo, bricht mit seinem Kumpel Phillip in eine Villa ein oder filmt sich selbst beim Onanieren. Jakob driftet ziellos von einem Erlebnis in den nächsten Konflikt, ist zwischen ungewisser Zukunft und jugendlichem Zerstörungsdrang scheinbar immer auf der Suche nach dem eigenen Weg.

## Hintergrund
Der Film ist der 4. Teil der Reihe „radikal digital“ unter dem Ehrenvorsitz von Wim Wenders. Zuvor sind bereits Junimond von Hanno Hackfort, Narren von Tom Schreiber und ½ Miete von Marc Ottiker entstanden.

## Pressestimmen
- Der Schauspieler Tom Schilling liefert sich mit Haut und Haaren der Kamera aus! (Frankfurter Allgemeine Zeitung)[3]
- Egoshooter – ein radikales Kinoexperiment! (Tagesspiegel)[4]
- Egoshooter – mit Tom Schilling ist eine großartige Ein-Mann-Vorstellung! (Die Welt)[5]